# Prometopus rubrispersa
Prometopus rubrispersa är en fjärilsart som beskrevs av Turner 1904. Prometopus rubrispersa ingår i släktet Prometopus och familjen nattflyn. Inga underarter finns listade i Catalogue of Life.